# Metalworks Studios

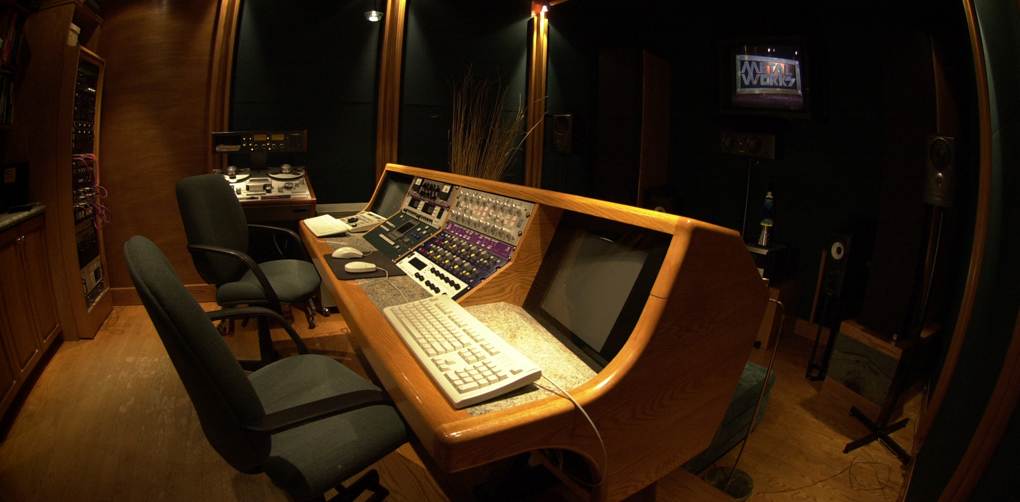
La salle de mastering du studio 5 de Metalworks Studios contient divers équipement incluant entre autres un Steinberg Wavelab ou la suite logiciel Pro Tools HD3.

Metalworks Studios est un studio d'enregistrement basé à Mississauga en Ontario au Canada. Il a été créé en 1978 par Gil Moore du groupe canadien Triumph.
Il a été initialement créé pour les enregistrements du groupe. Depuis, sa notoriété n'a cessé de grandir. Il a été récompensé de nombreuses fois comme meilleur studio d'enregistrement .

## Clients

### Artistes et groupes
- Christina Aguilera
- Alexisonfire
- Bachman-Cummings
- Barenaked Ladies
- David Bowie
- Dolores O'Riordan
- Tom Cochrane
- The Cranberries
- Burton Cummings
- D12
- DMX
- Drake
- Fair to Midland
- Nelly Furtado
- Guns N' Roses
- K-os
- Kim Jong Il
- Kobra and the Lotus
- Lights
- Demi Lovato
- Moneen
- Anne Murray
- 'N Sync
- Negramaro
- The Next Star
- Our Lady Peace
- Placebo
- Platinum Blonde
- Prince
- Protest the Hero
- Rush
- Serial Joe
- Ashlee Simpson
- Starchild
- Sum 41
- Swami
- Billy Talent
- The Tea Party
- Tina Turner
- David Usher
- Kate Voegele

### Acteurs
- Richard Gere
- Denise Richards
- Steven Seagal
- Renée Zellweger
- Catherine Zeta-Jones

## Metalworks Institute of Sound & Music Production
Metalworks Institute est un collège privé agréé du groupe Metalworks Studios and Metalworks Production Group. L'Institut offre des programmes menant à un diplôme dans la production audio, la gestion de la filière divertissement, la production de spectacles, la gestion événementielle et la technologie musicale (batterie, percussions, basse, guitare, clavier et chant).

Metalworks Institute est une école professionnelle officielle de "Digidesign".

## Metalworks Production Group
Metalworks Production Group est la division événementielle du groupe Metalworks Studios and Metalworks Production Group. Elle propose des services de production complets (audio, vidéo, éclairage, scène, personnel de production, techniciens) pour concerts et festivals, galas et tournées, visites d'entreprises et conférences.